# イントレ

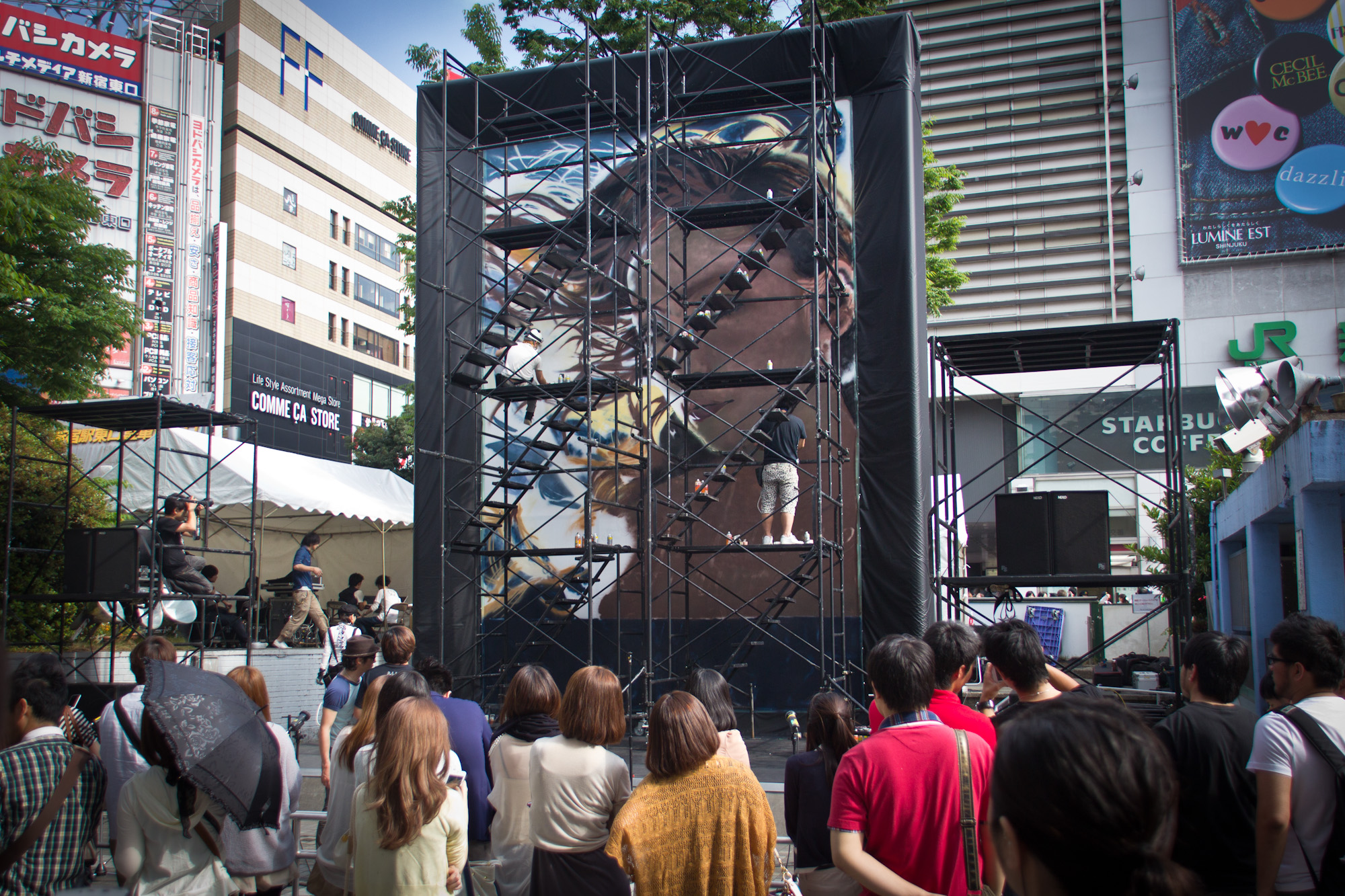
イントレに機材や人が乗っている様子

イントレは、映画やライブなどで使われる、移動式の足場のこと。名称は、この足場を使ったセットで撮影を行った映画『イントレランス』にちなんでいる。サイズは、おおむね1,800 mm四方や1,500 mm×1,800 mmのA2イントレを使用する。高さは1,500 mmのものを数段重ねることができる。
映画用カメラを高い位置に置くことで、俯瞰の映像を撮影したり、照明器具を取り付けたりするために使われる。また、ライブなどでの仮設ステージでは、スピーカーや照明器具を取り付けるために使われる。
労働安全衛生規則により、5 m以上（1.5 m高のイントレで4段以上）の組み立て、解体には足場の組立て等作業主任者が、それ以外では足場の組立て等業務に係る特別教育を受講して資格を持つ者が作業しないといけない。

## 他の映画由来の足場
ビスケット・リグ
自動車や馬など動く被写体に取り付けられたカメラ用の足場。乗車あるいは乗馬している人物やそれ自体を安定して接写でき、望遠レンズとは異なった撮影ができる。2003年公開の映画『シービスケット』で知られるようになった手法である。